# Битва при Ноле (216 до н. э.)
Битва при Ноле (216 до н. э.) — сражение между римской и карфагенской армиями в ходе второй Пунической войны. Было первым поражением Ганнибала, несмотря на то, что в некоторых источниках указывается, что битва при Заме была его первым поражением.

## Предыстория
2 августа 216 до н. э. римская армия потерпела сокрушительное поражение при Каннах от войск Ганнибала. Однако Ганнибал не пошёл сразу же на Рим, а решил дать отдых своим солдатам. Это промедление и спасло Римскую республику от поражения в войне. После битвы при Каннах Капуя, крупнейший город Италии после Рима, перешла на сторону Карфагена. Ганнибал вступил в Капую и оттуда двинулся к Ноле, надеясь взять её без боя. Простой народ Нолы склонялся к союзу с карфагенянами, но сенаторы попросили о помощи претора Клавдия Марцелла, и он откликнулся на их зов. Ганнибал расположил свои войска у Нолы, Марцелл — в самой Ноле. Ежедневно обе армии выстраивались в боевой порядок, но битвы не начинали. Происходили лишь мелкие стычки. Затем сенаторы Нолы донесли Марцеллу, что народ вступил в сговор с Ганнибалом и при первом удобном случае закроет ворота, когда Марцелл будет за воротами, оставив его без обоза, и сдаст город карфагенянам. Тогда Марцелл решает дать сражение.

## Битва
В этот день Ганнибал снова выстроил свою армию в боевой порядок, но римляне не появлялись. Ганнибал решил, что заговор в Ноле раскрыт и римляне боятся выходить за ворота, и начал подготовку к штурму. Взяв осадные машины и лестницы, карфагеняне двинулись вперёд. В этот миг распахнулись ворота Нолы, и из них на карфагенян бросились сначала римская пехота, а затем конница. Центр карфагенской боевой линии был уже расстроен, когда из других ворот выскочили другие римские отряды и ударили во фланги. Ганнибал был вынужден отступить.

## Итоги
Есть версия, что карфагеняне потеряли у Нолы около 3000 человек, потери римлян неизвестны. Это была первая победа римлян после поражения при Каннах. Ганнибал отступил от Нолы и двинулся к Казилину.